# Zemský okres Saské Švýcarsko-Východní Krušné hory
Zemský okres Saské Švýcarsko-Východní Krušné hory (německy Landkreis Sächsische Schweiz-Osterzgebirge) je správní jednotka v Sasku ležící na jih od Drážďan. Na jihu a východě sousedí s Českem. Má přibližně 246 tisíc obyvatel.

## Geografie
Zemský okres Saské Švýcarsko-Východní Krušné hory sousedí na severu se saským hlavním městem Drážďany, na severovýchodě se zemským okresem Budyšín, na severozápadě se zemským okresem Míšeň, na západě se zemským okresem Střední Sasko a na jihu a východě s Českou republikou (Ústecký kraj).
Většinu okresu zaujímá oblast Saského Švýcarska (Sächsische Schweiz), Východních Krušných hor (Osterzgebirge) a Krušnohorské předhůří (Erzgebirgsvorland), na severovýchodě zasahuje výběžek Šluknovské pahorkatiny (Lauzitzer Bergland). Nejnižším bodem regionu je břeh Labe v Drážďanech s nadmořskou výškou 109 m, nejvyšší vrchol je Kahleberg poblíž Cínovce s nadmořskou výškou 905 m.
Celý okres patří do povodí řeky Labe (Elbe). Dalšími významnými pravostrannými přítoky jsou Křinice (Kirnitzsch), Polenz, Sebnitz a Wesenitz, z levé strany pak Bělá (Biela) a Gottleuba s přítokem Seidewitz.
Na území okresu se nachází jeden národní park (Saské Švýcarsko) a celkem 18 chráněných krajinných oblastí o celkové ploše 943,5 km², což představuje 57 % rozlohy okresu. Dále se v okrese rozkládá 27 přírodních rezervací o celkové ploše 36,28 km², která zaujímá 2,2 % rozlohy okresu.

## Správní členění
Zemský okres vznikl při reformě okresního zřízení sloučením dvou dřívějších samostatných okresů Saské Švýcarsko (Landkreis Sächsische Schweiz) a Bystřického okresu (Weißeritzkreis). Vyhlášen byl 1. srpna 2008. Nový zemský okres měl původně nést název Okres Labe-Bystřice (Elbe-Weißeritz-Kreis), protože se však nesetkal s vřelým přijetím obyvatel, byl změněn na delší variantu zemský okres Saské Švýcarsko-Východní Krušné hory.
Díky výhodné poloze uprostřed okresu byla zvolena okresním městem Pirna, přestože není městem největším. Ta spolu s bývalým okresním městem Dippoldiswalde a městy Freital a Sebnitz získala označení velké okresní město (Große Kreisstadt). Ve velkých okresních městech se nachází pobočky důležitých úřadů a v jejich čele stojí primátor (Oberbürgermeister). Od roku 2011 je sídlem okresního úřadu rekonstruovaný zámek Sonnenstein.

## Města a obce
Okres se skládá z celkem 36 obcí, z toho je 19 měst (4 z nich mají status velké okresní město). Městem s největším počtem obyvatel je Freital (39 477 obyvatel) a těsně jej následuje Pirna (39 303 obyvatel). Nejlidnatější obcí bez statusu města je Bannewitz (11 128 obyvatel). Obcí s nejmenším počtem obyvatel je Rathen (333 obyvatel) a zároveň je také obcí s nejmenší plochou (3,58 km²). Plošně největší obcí okresu je město Altenberg (145,81 km²).
|     | Název                       | Status              | Počet obyvatel | Rozloha   |
| --- | --------------------------- | ------------------- | -------------- | --------- |
| 1.  | Altenberg                   | město               | 7 893          | 145,9 km² |
| 2.  | Bad Gottleuba-Berggießhübel | město               | 5 498          | 88,7 km²  |
| 3.  | Bad Schandau                | město               | 3 409          | 46,8 km²  |
| 4.  | Bahretal                    | obec                | 2 130          | 36,5 km²  |
| 5.  | Bannewitz                   | obec                | 11 128         | 25,8 km²  |
| 6.  | Dippoldiswalde              | velké okresní město | 14 174         | 104,0 km² |
| 7.  | Dohma                       | obec                | 2 004          | 19,5 km²  |
| 8.  | Dohna                       | město               | 6 303          | 28,6 km²  |
| 9.  | Dorfhain                    | obec                | 1 080          | 6,2 km²   |
| 10. | Dürrröhrsdorf-Dittersbach   | obec                | 4 291          | 43,5 km²  |
| 11. | Freital                     | velké okresní město | 39 477         | 40,5 km²  |
| 12. | Glashütte                   | město               | 6 581          | 95,6 km²  |
| 13. | Gohrisch                    | obec                | 1 738          | 34,9 km²  |
| 14. | Hartmannsdorf-Reichenau     | obec                | 979            | 28,4 km²  |
| 15. | Heidenau                    | město               | 16 667         | 11,1 km²  |
| 16. | Hermsdorf                   | obec                | 782            | 20,1 km²  |
| 17. | Hohnstein                   | město               | 3 183          | 64,6 km²  |
| 18. | Klingenberg                 | obec                | 6 827          | 86,7 km²  |
| 19. | Königstein                  | město               | 2 141          | 27,0 km²  |
| 20. | Kreischa                    | obec                | 4 592          | 28,9 km²  |
| 21. | Liebstadt                   | město               | 1 248          | 37,4 km²  |
| 22. | Lohmen                      | obec                | 3 065          | 25,9 km²  |
| 23. | Müglitztal                  | obec                | 1 943          | 21,0 km²  |
| 24. | Neustadt in Sachsen         | město               | 11 929         | 83,1 km²  |
| 25. | Pirna                       | velké okresní město | 39 303         | 53,1 km²  |
| 26. | Rabenau                     | město               | 4 467          | 30,7 km²  |
| 27. | Rathen                      | obec                | 333            | 3,6 km²   |
| 28. | Rathmannsdorf               | obec                | 906            | 4,4 km²   |
| 29. | Reinhardtsdorf-Schöna       | obec                | 1 283          | 31,8 km²  |
| 30. | Rosenthal-Bielatal          | obec                | 1 550          | 46,6 km²  |
| 31. | Sebnitz                     | velké okresní město | 9 537          | 88,2 km²  |
| 32. | Stadt Wehlen                | město               | 1 543          | 10,8 km²  |
| 33. | Stolpen                     | město               | 5 540          | 60,9 km²  |
| 34. | Struppen                    | obec                | 2 407          | 20,6 km²  |
| 35. | Tharandt                    | město               | 5 467          | 9,84 km²  |
| 36. | Wilsdruff                   | město               | 14 613         | 81,6 km²  |

## Politika
V červnu 2008 byl zvolen prvním zemským radou okresu Michael Geisler (CDU), dřívější zemský rada zanikajícího zemského okresu Saské Švýcarsko. Mandát získal v prvním kole se ziskem 52,0 % hlasů a funkce se ujal 1. srpna 2008. V červnu 2015 byl ve volbách se ziskem 56,4 % hlasů v prvním kole potvrzen a následně byl v červnu 2022 zvolen potřetí se ziskem 54,4 % hlasů v prvním kole.

## Registrační značky
Od 1. srpna 2008 byly celému nově vzniklému zemskému okresu přiděleny jednotně pouze registrační značky PIR, dřívější označení byla zrušena. Znovuzavedena byla však od 12. listopadu 2012, vozidla tak mohou získat také registrační značky zbylých tří velkých okresních měst: DW (Dippoldiswalde), FTL (Freital) a SEB (Sebnitz).